# Aude (personnage)
Pour les articles homonymes, voir Aude.
Aude est le nom d'un personnage légendaire figurant dans Girart de Vienne et dans la Chanson de Roland ou Chanson de Roncevaux.
Aude est la sœur d'Olivier (fille de Rénier, duc de Gennes et nièce de Girart) et fiancée de Roland (comte de la Marche de Bretagne).

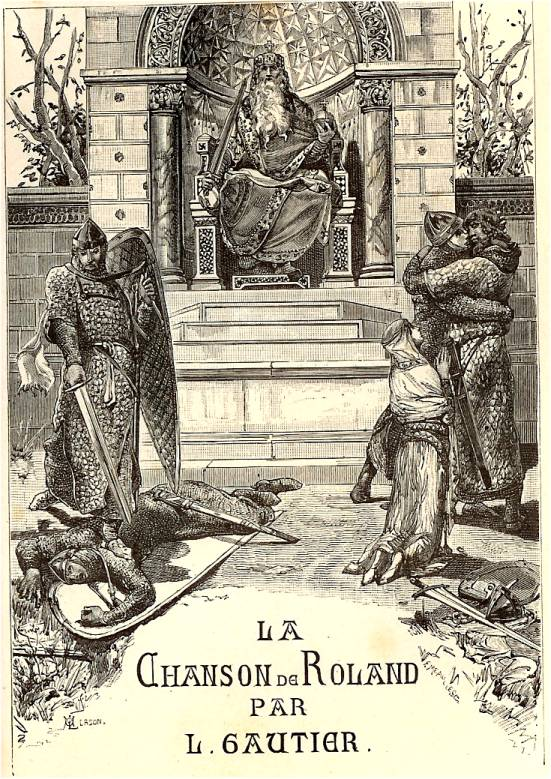
À droite, Roland, Olivier et Aude aux pieds de Charlemagne, illustration de couverture pour l'édition populaire de la Chanson de Roland par Léon Gautier, Mame, Tours, 1881.

Lorsque, arrivé à Aix-la-Chapelle,  Charlemagne annonce à Aude que Roland est mort lors d'une attaque surprise, elle s'effondre aux pieds de l'empereur et meurt de chagrin. 
Le personnage d'Aude apparaît également dans l'œuvre de Victor Hugo (La Légende des siècles), ainsi que dans la chanson de Girart de Vienne. Un duel se déroule à Vienne, il oppose Roland et Olivier, et se solde par l'amitié entre les deux chevaliers : Roland vainqueur obtient la main d'Aude, sœur d'Olivier.